# Bogdan Lobonț
Bogdan Lobonț (n. 18 ianuarie 1978, Hunedoara, Hunedoara, România) este un fotbalist român retras din activitate, care a evoluat pe postul de portar. În plus a jucat pentru echipa națională de fotbal a României din 1998 până în 2018. A petrecut opt ani la echipa italiană AS Roma, de la care s-a retras în 2018.

## Cariera de fotbalist
A început cariera profesionistă de fotbalist la FC Corvinul Hunedoara, unde a rămas până 1997, când a semnat pentru Rapid București. A avut succes la Rapid, iar în 2000 a ajuns la Ajax. La început a fost greu pentru Lobonț, care n-a reușit sǎ aibǎ un loc stabil în echipǎ și în 2002 a fost împrumutat pentru un an de Dinamo București, unde a jucat 22 de meciuri.
Când s-a întors la Ajax a devenit primul portar pentru echipǎ până în 2005, pierzând apoi locul de titular și jucând rareori. A fost transferat la Fiorentina în ianuarie 2006, jucând în locul portarului Sébastien Frey, care era accidentat.
În data de 31 august 2009, ultima zi de transferuri în campionatele europene, Bogdan Lobonț a fost împrumutat de către Dinamo București la clubul italian AS Roma, vreme de un sezon, însă a prins rar poarta italienilor. Totuși, în vara anului 2010, italienii au decis să-l cumpere definitiv pe Lobonț, în schimbul căruia au plătit 800.000 de euro.

## Carieră internațională
Meciul de debut al lui Lobonț pentru România a avut loc în 1998, împotriva reprezentativei Liechtensteinului. A devenit curând titular la echipǎ, fiind considerat un portar solid și a jucat 78 de meciuri pentru România (până în septembrie 2010). În martie 2008 a primit Medalia „Meritul Sportiv” clasa a III-a, pentru rezultatele obținute în preliminariile Campionatului European și pentru calificarea la turneul final din 2008.

## Titluri
| Sezon     | Club                | Titlu              |
| --------- | ------------------- | ------------------ |
| 1997-1998 | FC Rapid București  | Cupa României      |
| 1998-1999 | FC Rapid București  | Divizia A          |
| 1998-1999 | FC Rapid București  | Supercupa României |
| 2001-2002 | FC Dinamo București | Divizia A          |
| 2003-2004 | Ajax Amsterdam      | Eredivisie         |
| 2006-2007 | FC Dinamo București | Liga I             |

### Interviuri
- "Cel mai frumos moment este cel in care se canta imnul si am sentimentul ca pot sa fac ceva pentru tara", Formula AS - anul 2001, numărul 490